# Agrostis imberbis
Agrostis imberbis är en gräsart som beskrevs av Rodolfo Amando Philippi. Agrostis imberbis ingår i släktet ven, och familjen gräs. Inga underarter finns listade i Catalogue of Life.